# Lachenalia cernua
Lachenalia cernua är en sparrisväxtart som beskrevs av G.D.Duncan. Lachenalia cernua ingår i släktet Lachenalia och familjen sparrisväxter. Inga underarter finns listade i Catalogue of Life.